# Face the Music (Melody Club)
Face the Music is een studioalbum van de Zweedse popgroep Melody Club. Het album werd uitgebracht op 25 augustus 2004

## Nummers op album
1. Killing a Boy
2. Cats in the Dark
3. Take Me Away
4. Love Drive
5. Boys In The Girls' Room
6. Wildhearts
7. Baby
8. Summer Low
9. Breakaway
10. Winterland
11. Tomorrow is a Stranger